# Solanum catombelense
Solanum catombelense là loài thực vật có hoa trong họ Cà. Loài này được Peyr. miêu tả khoa học đầu tiên năm 1860.